# Iglesia de Shoghakat
La Iglesia de Shoghakat, el armenio Շողակաթ եկեղեցի; que significa "gota de luz" por el rayo de luz que descendió del cielo sobre los mártires de Hripsimé, fue erigida en 1694 por el Príncipe Aghamal Sorotetsi durante el reinado de Catolicós  Nahabed I en la ciudad de Vagharshapat (Etchmiadzin), en la provincia de Armavir de Armenia.

## Historia
La iglesia se encuentra en el lugar sagrado donde un grupo de monjas sin nombre que seguían a las santas Gayana e Hripsime fueron martirizadas durante el tiempo de la conversión de Armenia al cristianismo en el año 301 DC. El historiador armenio del siglo V Agathangelos escribió que la joven y bella Hripsime, que en ese momento era una monja cristiana en Roma, iba a ser casada a la fuerza con el emperador romano Diocleciano. Ella y la abadesa Gayana, entre otras monjas, huyeron del tirano emperador y se fueron a Armenia. El pagano rey armenio  Tiradates recibió una carta de Diocleciano en la que describía su belleza. Tiradates descubrió dónde se escondían las monjas, y se enamoró de Hripsime y más tarde de Gayana. Tras rechazar sus avances, Hripsime y Gayana fueron torturadas y martirizadas por separado en los lugares de las iglesias de sus nombres. Las treinta y ocho monjas restantes fueron martirizadas en el lugar de Shoghakat. El nombre de la iglesia se refiere al «rayo de luz» que apareció durante el martirio de las monjas. Durante el tiempo en que Hripsime estaba siendo torturada, Gayana le había dicho que "se animara y se mantuviera firme" en su fe. El rey Tiradates se convirtió más tarde al cristianismo y la hizo religión oficial del reino.

## Descripción

### Estructuras anteriores
En el lugar de la actual iglesia de Shoghakat, había una iglesia anterior del VI o VI que no ha sobrevivido. Se cree que la estructura que se encuentra hoy en día en el sitio posiblemente descansa sobre los cimientos de la iglesia anterior (otras fuentes dicen que Shoghakat puede haber sido construida sobre los cimientos de una iglesia del siglo XIII. En el extremo suroeste del edificio, las excavaciones descubrieron los restos de una iglesia de una sola cámara construida sobre una plataforma escalonada, que se cree fue una capilla conmemorativa del siglo IV. En el muro sur hay un pequeño ábside semicircular que se cree que sirvió como pórtico sur. Las bases de los pilares del muro tienen rasgos característicos de las iglesias armenias de los  siglos IV y  V. También se localizaron dos puertas que conducían a la capilla, uno al sur y otro al oeste.

### Interior
Shoghakat es una basílica  abovedada de una sola nave con un ábside oriental semicircular flanqueado a ambos lados por estrechas capillas. Algunas partes de la pared del ábside podrían datar del siglo V. Cuatro pechinas ayudan a hacer la transición de la bahía central cuadrada al tambor octogonal y la cúpula  cónica de arriba. Como en otras iglesias medievales armenias, el tambor y la cúpula están situados descentrados y al oeste. El pórtico principal de la iglesia conduce al interior desde una galería abierta adyacente al muro occidental de la estructura. Una larga inscripción está en el dintel exterior sobre la puerta, y está compensada por el color anaranjado de la toba utilizada. Otro pórtico más pequeño está en el muro sur. Muy poca ornamentación adorna el cuerpo principal de la iglesia excepto un patrón geométrico que está alrededor de la porción media del exterior del tambor, algunas jacarandas construidas en los muros superiores y un diseño geométrico en forma de cruz en el exterior del muro oriental con rosetas y dos pequeñas ventanas en forma de cruz que dejan entrar algo de luz en el ábside de la iglesia.
En el extremo occidental de la estructura hay una galería abierta abovedada construida simultáneamente con la iglesia. Una única gran abertura en arco centrada en  la fachada frontal conduce a la galería, donde directamente frente a ella se encuentra el pórtico principal de la iglesia. Las ventanas de arco abierto se encuentran a ambos lados del arco en el muro occidental, así como en los muros norte y sur. Los marcos que rodean las ventanas y la entrada principal están muy ornamentados con patrones geométricos, rosetas y jachkars. Centrada sobre la galería hay una cúpula sostenida por seis columnas que sirve como campanario de la iglesia. Los patrones de follaje adornan cada una de las seis esquinas exteriores superiores de la cúpula.

## Galería

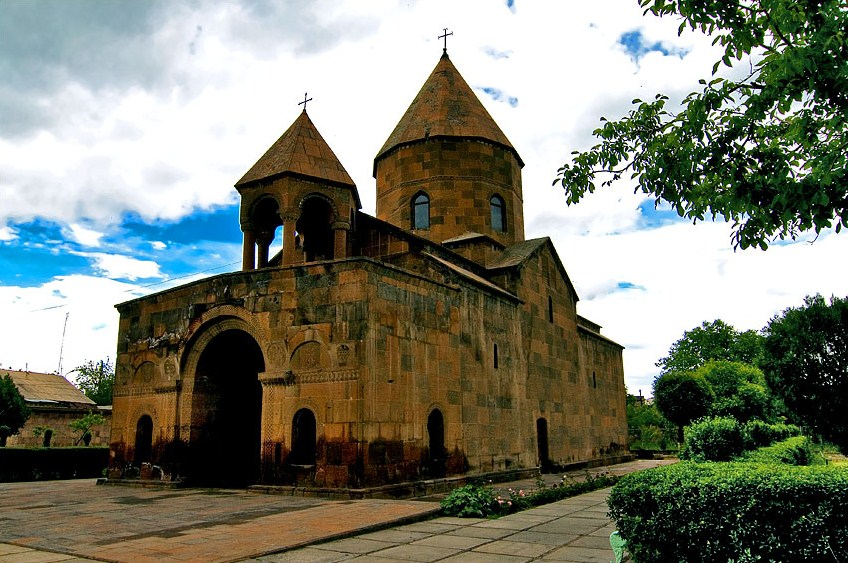
Iglesia Shoghakat, mayo de 2008.
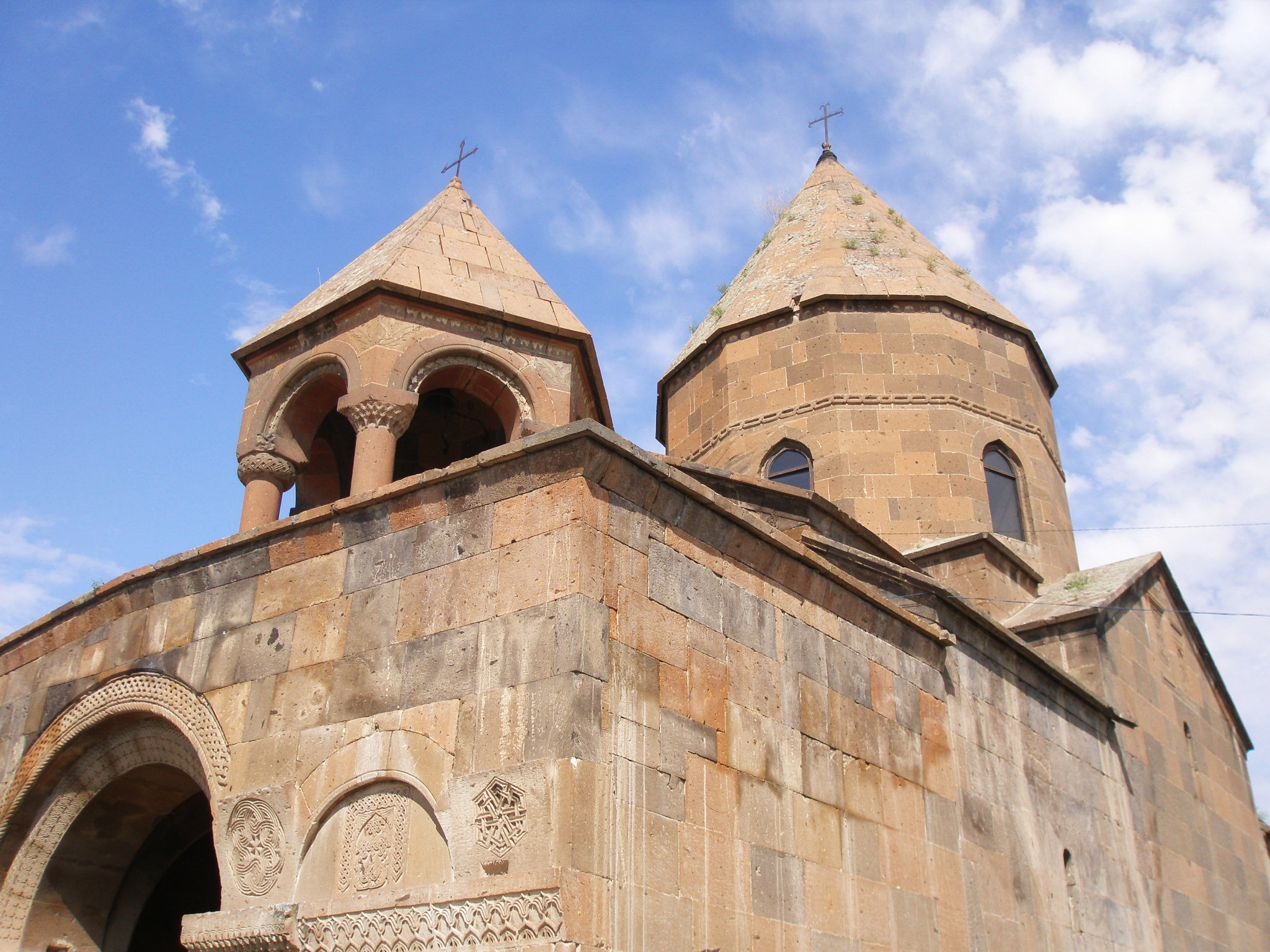
El tambor, la cúpula y el campanario de la iglesia.
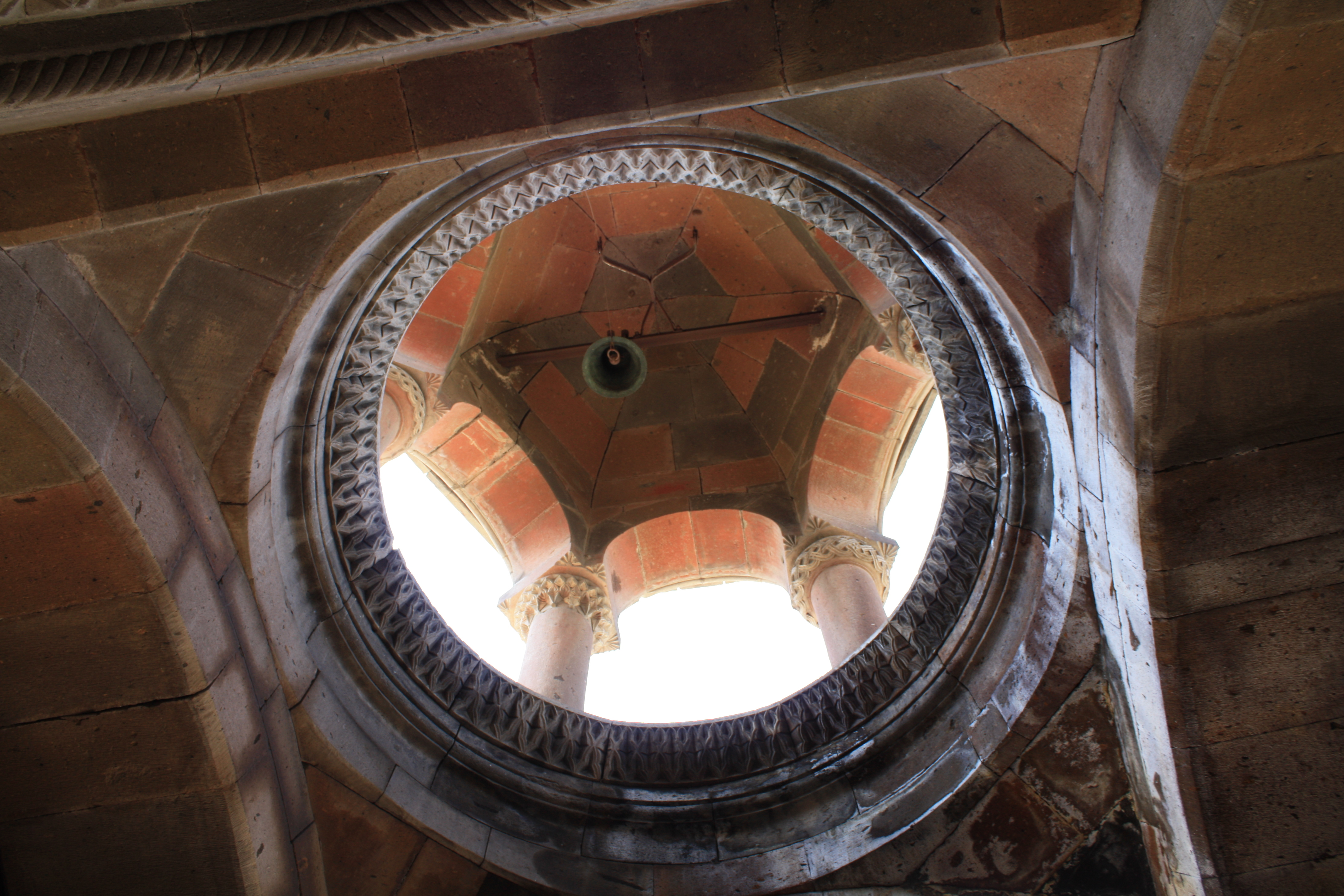
Vista del interior del campanario
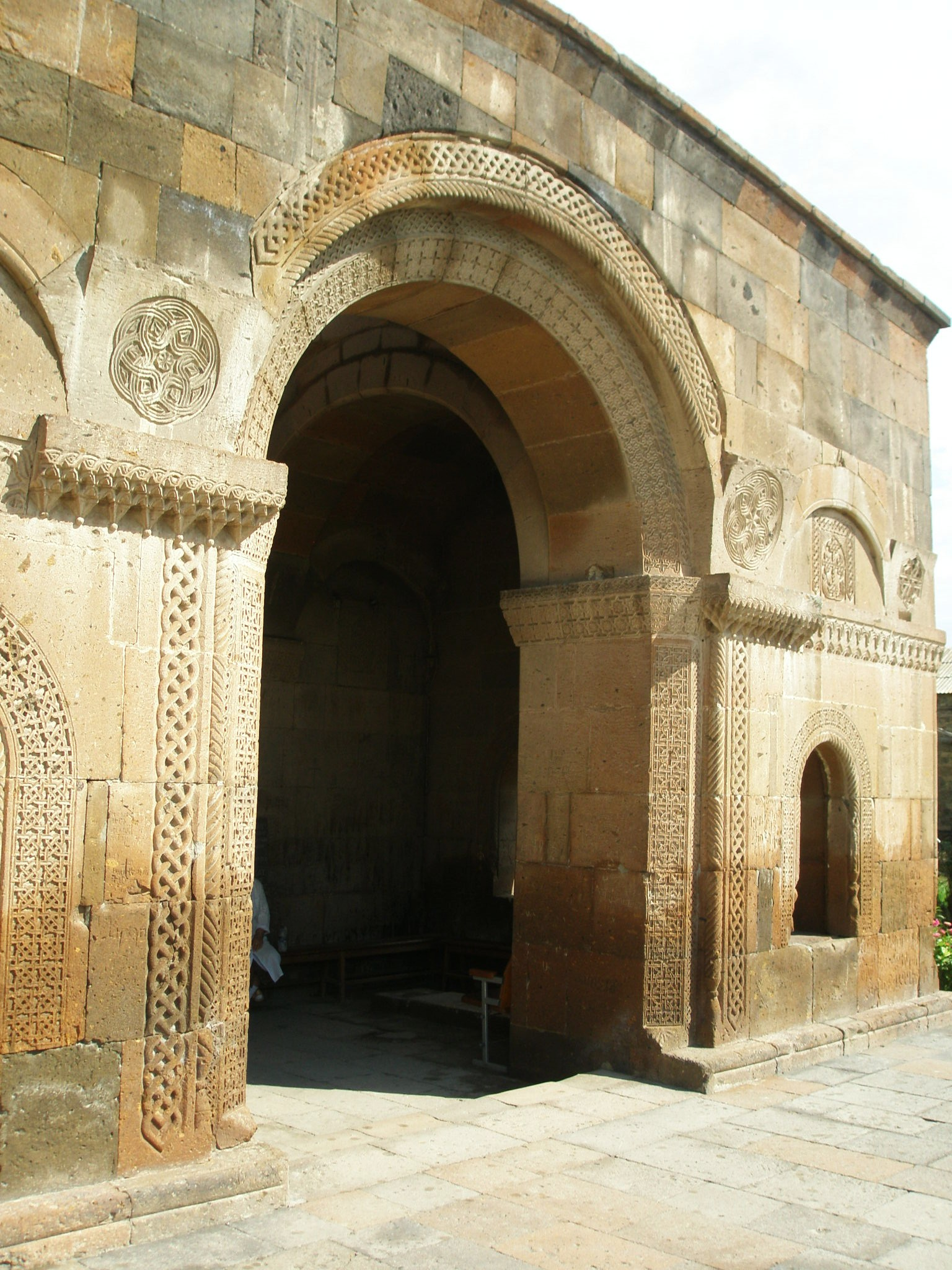
Pórtico cubierto
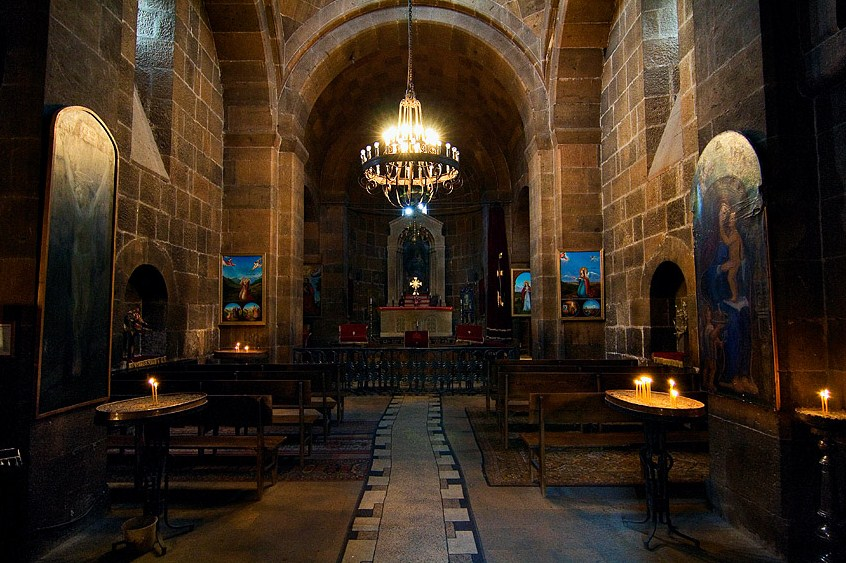
Interior de la iglesia
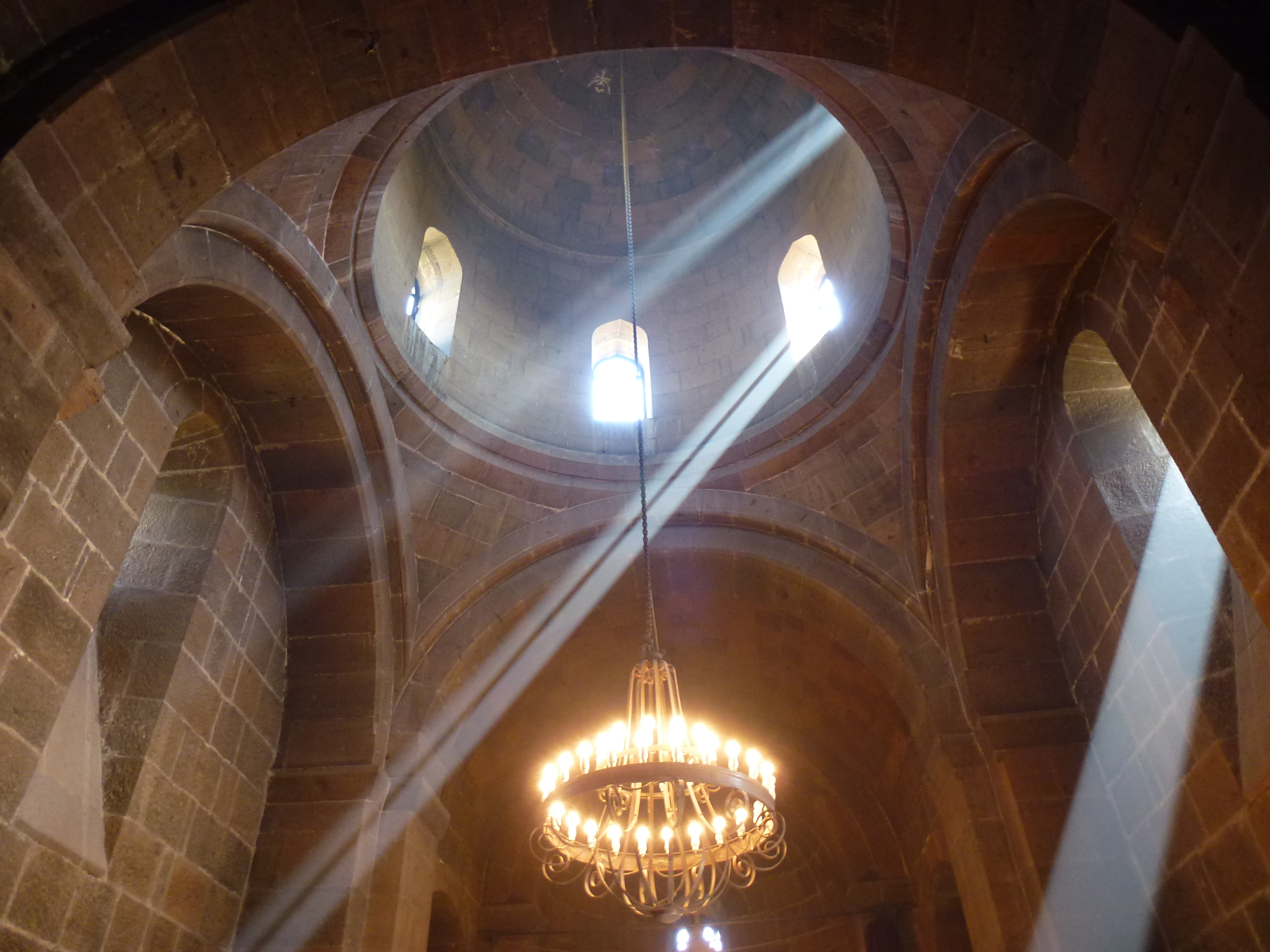
Domo interior
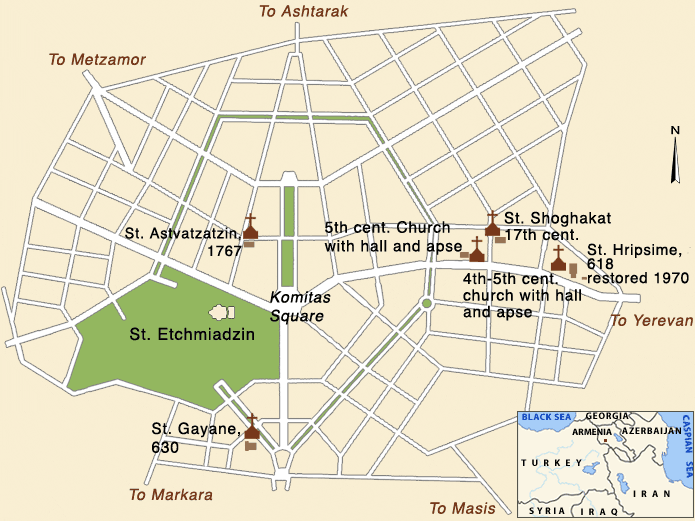
Mapa: Iglesias en Etchmiadzin.